# Дудник Андрій Романович
Дудник Андрій Романович (12 грудня 1922, Лозова, Українська СРР — 1 червня 1987, Лозова, Шаргородський район, Вінницька область, Українська РСР, СРСР) — радянський військовик, кулеметник, старшина Червоної армії.
Очолював групу розвідників, яка здобувала для командування цінні відомості про ворога. Особисто захопив у полон офіцерів штабу однієї з німецьких частин. Нагороджений орденами Слави трьох ступенів. У день 40-ліття Перемоги А. Р. Дудник пройшов урочистим маршем у зведеній колоні ветеранів — повних кавалерів ордена Слави на Красній Площі у Москві. Помер 1 червня 1987 року та похований у Лозовій.